# 浅野智也

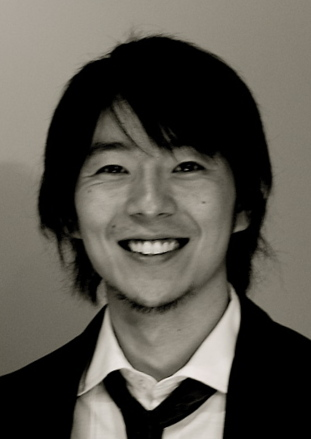
2006

浅野 智也（あさの ともや、1978年12月24日 - ）は、日本のゲームプロデューサー。スクウェア・エニックス第6ビジネス・ディビジョン プロデューサー。慶應義塾大学卒。

## 略歴
所謂ファミコン世代であり、初めてクリアしたRPGが後に氏がリメイクを行った『ファイナルファンタジーIII』であったという。
中学生の頃から『RPGツクール』でゲーム作りをしていたらしいが大学生になるとより活発となり、休みのたびに友人を自宅に泊めて、一週間ほど制作に熱中するくらいゲームが好きだったという。
慶應義塾大学環境情報学部を卒業後、2001年にエニックスに新卒で入社。『みんなdeクエスト』の運営プロデューサーを担当した後、『グランディア エクストリーム』や『ギガンティック ドライブ』のアシスタントプロデューサー及びプロデューサーを務めた。
『鋼の錬金術師 翔べない天使』以降エニックスからPS2用ソフトとして発売された『鋼の錬金術師』のゲームシリーズ3作品全てのプロデューサーを担当した。その時の功績が制作委員会によって評価され、スクウェア・エニックス合併後はニンテンドーDS用ソフト『ファイナルファンタジーIII』のプロデューサーに抜擢された。
その後はDS版『ファイナルファンタジーIV』といったリメイク作品の他、『光の4戦士 -ファイナルファンタジー外伝-』、『ブレイブリーデフォルト』といった新作RPGのプロデューサーを務めている。

## 作品
- みんなdeクエスト (PC)：マネジメントプロデューサー・スペシャルサンクス
- グランディア エクストリーム (PS2)：アシスタントプロデューサー
- ギガンティック ドライブ (PS2)：プロデューサー
- 鋼の錬金術師 翔べない天使 (PS2)：プロデューサー
- 鋼の錬金術師2 赤きエリクシルの悪魔 (PS2)：プロデューサー
- 半熟英雄4 ~7人の半熟英雄~ (PS2)：協力
- 鋼の錬金術師3 神を継ぐ少女 (PS2)：プロデューサー
- ファイナルファンタジーIII (DS)：プロデューサー
- 聖剣伝説4(PS2)：コーディネーター
- ファイナルファンタジータクティクス 獅子戦争 (PSP)：プロジェクトマネージャー
- ファイナルファンタジーIV (DS)：プロデューサー
- 小さな王様と約束の国 ファイナルファンタジー・クリスタルクロニクル (Wii)：スペシャルサンクス
- ナナシ ノ ゲエム (DS)：COプロデューサー
- 鋼の錬金術師 FULLMETAL ALCHEMIST 暁の王子 (Wii)：プロデューサー
- ナナシ ノ ゲエム 目 (DS)：COプロデューサー
- 光の4戦士 -ファイナルファンタジー外伝- (DS)：プロデューサー・シナリオ
- タクティクスオウガ 運命の輪 (PSP)：スペシャルサンクス
- イケニエノヨル (Wii)：プロデューサー
- ブレイブリーデフォルト (3DS)：プロデューサー
- ブレイブリーセカンド (3DS)：プロデューサー・シナリオ
- ファイナルファンタジーXV (PS4)：スペシャルサンクス
- OCTOPATH TRAVELER（Switch、PC）：企画・プロデューサー
- VARIOUS DAYLIFE（Apple Arcade）：プロデューサー
- 聖剣伝説3 TRIALS of MANA（PS4、Switch）：スペシャルサンクス
- ブレイブリーデフォルトII（Switch）：企画・プロデュース
- OCTOPATH TRAVELER 大陸の覇者（iOS / Android）：プロデューサー
- ファイナルファンタジーVI ピクセルリマスター（PC）：スペシャルサンクス
- トライアングルストラテジー（Switch）：企画・プロデューサー
- シアトリズム ファイナルバーライン（PS4、Switch）：スペシャルサンクス
- OCTOPATH TRAVELER II（Switch）：プロデュース